# Waldemar Ossowski
Waldemar Ossowski (ur. 8 czerwca 1970 w Gdańsku) – polski archeolog (specjalizacja podwodna), wykładowca i muzealnik, doktor habilitowany nauk humanistycznych, od 2015 dyrektor Muzeum Gdańska.

## Życiorys
Absolwent II Liceum Ogólnokształcącego im. dr. Władysława Pniewskiego w Gdańsku (1989). W 1994 ukończył studia z archeologii na Uniwersytecie Mikołaja Kopernika w Toruniu. W 2000 uzyskał tytuł naukowy doktora zaś w 2012 doktora habilitowanego na Wydziale Nauk Historycznych Uniwersytetu Mikołaja Kopernika w Toruniu. Po ukończeniu studiów w 1994 został pracownikiem Narodowego Muzeum Morskiego w Gdańsku, gdzie pracował do 2015. Jednocześnie od 2011 pracownik naukowy Uniwersytetu Gdańskiego, od 2013 adiunkt Instytutu Archeologii i Etnologii, od 2015 jest profesorem nadzwyczajnym UG. W 2015 w drodze konkursu został powołany przez ówczesnego prezydenta Gdańska Pawła Adamowicza na stanowisko dyrektora Muzeum Gdańska, które pełni do dziś. Od 2019 zasiada w Radzie Akademii Sztuk Pięknych w Gdańsku, w latach 2021–2024 przewodniczący tego gremium.  W lipcu 2024 został powołany w skład Rady przy Muzeum II Wojny Światowej w Gdańsku.
Jest autorem wielu publikacji naukowych, a także trzech monografii poświęconych statkom rzecznym oraz łodziom jednopiennym. Był także uczestnikiem wielu badań podwodnych wraków statków w Zatoce Gdańskiej i na polskim wybrzeżu.
Jest członkiem Stowarzyszenia Naukowego Archeologów Polskich i Gdańskiego Towarzystwa Naukowego.

## Odznaczenia
- Złota Odznaka „Za opiekę nad zabytkami”(2000)
- Srebrny Krzyż Zasługi (2010)
- Brązowy Medal „Zasłużony Kulturze Gloria Artis” (2020)[5]